# Ден на барикадите (1588)
С названието Денят на барикадите (на френски: Journée des barricades) се отбелязва моментът по време на религиозните войни във Франция (12 май 1588 г.), когато населението на Париж въстава против своя крал Анри ІІІ и открито подкрепя Католическата лига срещу опитите на короната да взаимодейства с протестантския лидер Анри Наварски.
Събитията се случват в момент, когато Католическата лига (създадена от херцог Анри дьо Гиз през 1584 г.) се намира на върха на силата си. Целта на лигата е да изкорени протестантската ерес в страната, но не вижда в короната решителност и желание да направи това. Действително, кралят Анри ІІІ в началото на управлението си открито подкрепя каузата на католиците, но постепенно се разколебава. Причината се крие в договора между лигата и испанския крал Фелипе ІІ, подписан в Жоанвил през същата 1584 г. Според Анри ІІІ това отваря врата за твърде голяма испанска намеса и е опасно. Мнението на повечето парижани, изразявано от члена на Парижкия парламент Етиен Паские, е че религиозният дълг води до повече лоялност към херцог Гиз, отколкото към краля.
В края на април Анри ІІІ забранява на Гиз да идва в Париж, но на 9 май херцогът се промъква тайно. Тъй като изглежда, че събира последователи за революционни действия, правителството разквартирува около Лувъра 4 000 швейцарски гвардейци. Това възмущава гражданите, защото не е прието чужди войски да влизат в столицата. Тръгва слух, че Гиз ще бъде арестуван и на 12 май народът блокира улиците с каруци, мебели, дървени греди и бъчви. Барикадите се разпростират в Латинския квартал, на остров Сите и около Лувъра и имат за цел да откъснат отделните гвардейски части, за да обзсмислят съпротивата им. Това се случва без знанието на херцога, инициатор е Съветът на шестнайсетте – представителите на 16-те квартала на Париж. Действащи лица са доброволците от т. нар. милиция и хиляди обикновени граждани. Те предлагат на Гиз да поеме лидерството на бунта и той приема. Кралят опитва да преговаря с въстаниците, но няма успех и се принуждава да напусне размирния град, заминавайки за Шартър. Той повече никога не влиза в своята столица.
Оттук нататък парижани създават комуна, която се самоуправлява и не е напълно подчинена дори на Католическата лига. Тя просъществува пет години. Междувременно Анри дьо Гиз и Анри ІІІ падат убити при покушения (виж Война на тримата Анри), Анри Наварски, вече като кра Анри ІV, обсажда безуспешно столицата, идва испанска армия, приветствана като освободител, минават дни на неистов глад и пълни с лишения. Накрая, през 1594 г. парижкото непокорство изгубва смисъл и кралят е допуснат. Възцаряването му в Париж означава възцаряване и в цяла Франция.